# Stjepan Ugarković
Stjepan Ugarković (Brinje, 31. listopada 1863. - ?) je hrvatski skupljač narodnih pjesama. 

## Životopis
Rođen je u Brinju, 31. listopada 1863. godine. Skupljač narodnih pjesama, za svoje vrijeme prikupio je 140 narodnih pjesama iz brinjskoga kraja. Njegovim zapisima sačuvan je dio usmeno književnog pjesničkog blaga brinjskog kraja, ali i šire Like (Senja i Gacke doline).
Iako se njegov rad većim dijelom odnosio na kraj 18. stoljeća, pjesme koje je prikupio objavljivane su u kolekciji Matice hrvatske do 1942. godine. 